# Powierzchnia stożkowa

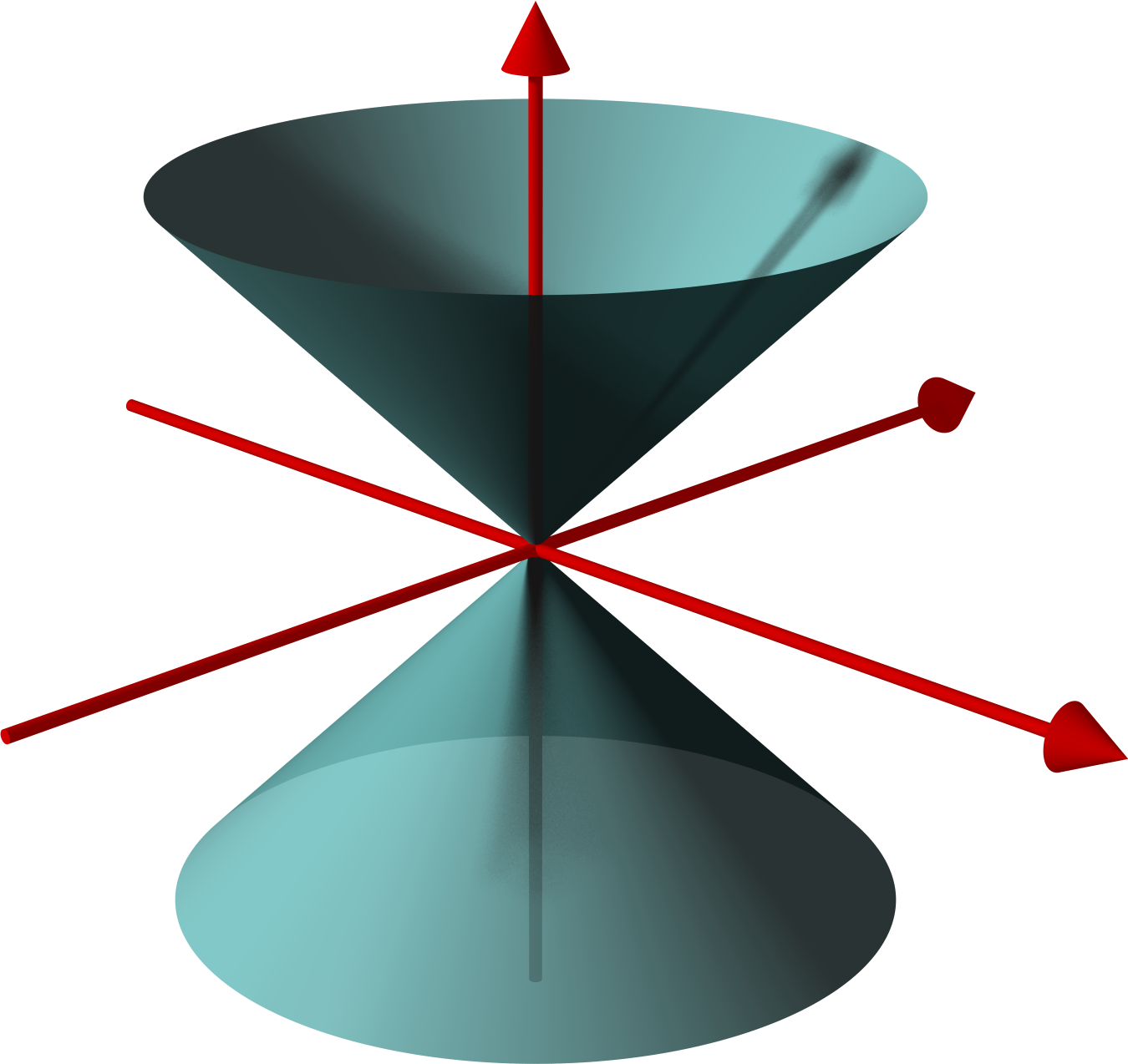
Przykładowa powierzchnia stożkowa

Powierzchnia stożkowa – powierzchnia powstała przez połączenie prostymi (tzw. tworzące) zadanego punktu w przestrzeni (tzw. wierzchołek) z każdym punktem na pewnej zadanej krzywej, zwanej kierującą.
Powierzchnia stożkowa, której kierującą jest okrąg, w kartezjańskim układzie współrzędnych powstaje poprzez obrót prostej, leżącej na płaszczyźnie Oxz, wokół osi Oz. Dla prostej, zadanej równaniem {\displaystyle x=az,} ta powierzchnia stożkowa jest opisana równaniem
{\displaystyle x^{2}+y^{2}=a^{2}z^{2}.}
Poprzez przecięcie płaszczyzną powierzchni stożkowej, której kierującą jest okrąg, otrzymuje się krzywe stożkowe.